# Mai Ball!
Mai Ball! (マイぼーる! Mai Bōru!?) es una serie de manga de fútbol escrito y dibujado por Sora Inoue. Se comenzó a publicar en la revista de manga seinen Young Animal de la editorial Hakusensha en julio de 2012, pero se trasladó a la revista Young Animal Arashi de octubre de 2017 hasta mayo de 2018. Posteriormente, se mudó la publicación al sitio web Manga Park y a Young Animal hasta el final de la serie en marzo de 2019.

## Argumento
El manga se centra en los amigos de la infancia Mai Miyano y Kunimitsu Hasuga. Kunimitsu ama el fútbol desde la infancia y Mai siempre ha sido su compañera de práctica. A medida que crecieron, ambos se volvieron buenos en el deporte. Poco después de ingresar a la escuela preparatoria Kijiyama Norte, su compañera de escuela Reika Hakurai los ve practicando e inmediatamente invita a Mai al equipo de fútbol femenino. Mai inicialmente se niega, ya que tiene un problema en el que no puede jugar al fútbol frente a la gente a menos que Kunimitsu le haga un "hechizo". Cuando Kunimitsu se une al equipo de fútbol como su entrenador, Mai finalmente se une.

## Personajes

### Principales
Mai Miyano (宮野 舞 Miyano Mai?)
Posición: DC (delantero centro), DFC (defensa central). Número de uniforme: 15. Altura: 158 cm. Tres medidas: B90/W68/H89. Colores: Kijiyama Norte (rayas rosas y blancas).
Es la personaje principal de la historia. Mai es estudiante de primer año en la escuela preparatoria Kijiyama Norte cuya familia tiene una casa de baños. Ella es la amiga de la infancia de Kunimitsu, practica fútbol con él y fantasea con él regularmente. A pesar de que no mostraba interés en el fútbol, tiene un potencial considerable para el juego. Ella es la delantera central 'objetivo' del equipo.
Kunimitsu Hasuga (はすが くにみつ Hasuga Kunimitsu?)
Posición: DL (delantero). Número de uniforme: 18. Altura: 170 cm. 
Un jugador de fútbol genio que tiene un historial de haber sido seleccionado como Jugador Más Valioso del torneo nacional por dos años consecutivos en la escuela secundaria. Aunque es un estudiante de primer año, es reconocido como un jugador titular por el entrenador de la escuela preparatoria Kijiyama Norte. Cuando Mai se unió al club de fútbol femenino, decidió hacerse cargo de dicho equipo como entrenador mientras jugaba con el club de fútbol masculino.
Reika Hakurai (舶来 レイカ Hakurai Reika?)
Posición: SD (segundo delantero). Número de uniforme: 10. Altura: 156 cm. Tres medidas: B76/W57/H79. Colores: Inglaterra (blanco/rojo).
Fundadora y capitana del equipo de fútbol femenino de Kijiyama Norte. Todos los aspirantes al equipo deben pasar su prueba. Es deportista y extremadamente segura de sí misma hasta niveles casi arrogantes. A pesar de esto, todos los demás miembros del equipo confían en ella. Ella juega como segunda delantera, ligeramente detrás de Mai en el campo.

### Kijiyama Norte (Kijikita)
Rinka Aomi (蒼海 凜香 Aomi Rinka?)
Posición: PT (portero). Número de uniforme: 1. Altura: 178 cm. Tres medidas: B80/W63/H80. Colores: Italia (azul).
Una chica masoquista que fue la única aspirante al puesto de portero que no perdió a mitad de camino en las pruebas de Reika. A menudo se la ve con auriculares y está particularmente interesada en capturar todos los balones.
Saki Benio (紅緒 咲 Benio Saki?)
Posición: DFI (defensa central). Número de uniforme: 5. Altura: 181 cm. Tres medidas: B92/W65/H90. Colores: Portugal (rojo y verde).
Jugó baloncesto durante varios años y aprendió fútbol muy rápido. Es realmente deportiva, aunque demasiado optimista en todas las situaciones. Kunimitsu la elige como defensa central izquierda del equipo dada su altura.
Yuika Mishiro (箕白 唯花 Mishiro Yuika?)
Posición: DFD (defensa central). Número de uniforme: 4. Altura: 163 cm. Tres medidas: B99/W62/H88. Colores: Alemania (negro, rojo y amarillo).
Conoce de medicina y actúa como fisioterapeuta del equipo. Es un maníaca de los músculos y ama las piernas de Mai. Parece malvada cuando no usa sus lentes. Kunimitsu decide jugar con Yuika en la defensa central derecha con la esperanza de que su habilidad para leer los músculos la lleve a convertirse en una buena defensora.
Akane Shimagawa (縞川 赤音 Shimagawa Akane?)
Posición: LI (lateral izquierdo). Número de uniforme: 2. Altura: 165 cm. Tres medidas: B73/W58/H76. Colores: AC Milan (rojo y negro).
La mayor de las gemelas Shimagawa. Su hermana Aoi también juega como lateral. Participó en el torneo nacional en la escuela secundaria, aunque parece tener algunos malos recuerdos relacionados con Kijiyama Sur. Es muy hábil para jugar pases largos.
Aoi Shimagawa (縞川 青衣 Shimagawa Aoi?)
Posición: LD (lateral derecho). Número de uniforme: 3. Altura: 165 cm. Tres medidas: B73.5/W58/H76. Colores: Inter de Milan (azul y negro).
Hermana gemela menor de Akane, que también juega como lateral del equipo femenino. Es particularmente buena para competir contra oponentes cuerpo a cuerpo. También está muy orgullosa de su busto, que es 0,5 cm más grande que el de Akane.
Yoko Esui (江翠 葉子 Esui Youko?)
Posición: MCD (mediocampista defensivo). Número de uniforme: 6. Altura: 168 cm. Tres medidas: B96/W61/H89. Colores: México (verde).
Ha jugado fútbol desde la escuela secundaria y ve a Mitsu como su rival. Es una fanática de los juegos e inventa nombres geniales para sus trucos. Juega bien en la primera mitad, aunque decae en la segunda por falta de resistencia.
Mitsu Kurodate (黒館 蜜 Kurodate Mitsu?)
Posición: MCO (mediocampista ofensivo). Número de uniforme: 8. Altura: 169 cm. Tres medidas: B88/W60/H87. Colores: Juventus (negro y blanco).
Ha jugado fútbol desde la escuela primaria y es una jugadora competente que inicia los ataques de su equipo. Sin embargo, ella no tiene absolutamente ningún interés en defender. Es generalmente bastante combativa y tiene un temperamento caliente, lo que la lleva a pelear frecuentemente con sus oponentes.
Chidori Kakiha (柿葉 千鳥 Kakiha Chidori?)
Posición: MD (mediocampista derecho). Número de uniforme: 7. Altura: 138 cm. Tres medidas: B70/W52/H72. Colores: Holanda (naranja).
Es prima de Reika, creció en los Países Bajos y ha jugado al fútbol desde que tenía cuatro años. Ella es extremadamente tímida y solo le pasa el balón a Reika como resultado de esto.
Kiiro Inukai (犬飼 貴色 Inukai Kiiro?)
Posición: MI (mediocampista izquierdo). Número de uniforme: 11. Altura: 160.5 cm. Tres medidas: B82/W58/H82. Colores: Brasil (amarillo).
Chica muy enérgica que ama el fútbol. Puede correr durante horas sin cansarse, aunque esto funciona en contra de sus compañeros de equipo, ya que con frecuencia sobrepasa los pases destinados a ella. Es una buena amiga de Mai que la conoce desde la escuela primaria.
Chako Kawami (かわみ ちゃこ Kawami Chako?)
Posición: Asesora. Asignatura: Inglés. Altura: 172 cm. Tres medidas: B94/W63/H90.
Chako enseña inglés en Kijiyama Norte y Reika la invita a convertirse en entrenadora del equipo de fútbol femenino. Se toma su papel en serio, asistiendo a entrenamientos y partidos junto con los demás entrenadores.
Konori Shindou (しんどう このり Shindou Konori?)
Posición: Gerente. Altura: 159 cm. Tres medidas: B73/W59/H79.
Amiga de Mai. Invitada por Reika para convertirse en la gerente del club de fútbol femenino debido a su inteligencia y capacidad de observar objetivamente al equipo.

### Kijiyama Sur (Kijinan)
Jaina Airi-Mishiki (三色＝ジェイナ＝藍莉 Mishiki Jaina Airi?)
Posición: LB (líbero). Número de uniforme: 4. Colores: Estados Unidos (rojo y blanco).
Jaina es una estudiante de segundo año de origen japonés-estadounidense y barredora defensiva de la escuela preparatoria de Kijinan. Por su agresiva defensa y su aura dominante, conocida como "El mundo de Jaina", es muy temida por las jugadoras del equipo contrario.
Mia Momofuji (桃藤 美亞 Momofuji Mia?)
Posición: DC (delantero centro). Número de uniforme: 14. Colores: Uruguay (celeste y negro).
Es una estudiante de primer año en Kijinan que fue considerada la mejor jugadora del último torneo de secundaria. Es bastante amigable y llorona. Ella y Suzuna son mejores amigas, y posteriormente se convierte en una buena amiga de Mai.
Suzuna Chano (茶野 涼奈 Chano Suzuna?)
Posición: MCO (mediocampista ofensivo). Número de uniforme: 21. Colores: Arsenal FC (rojo y blanco).
Una jugadora de primer año que se mantiene tranquila en el campo, siendo la "jugadora correcta" del once inicial de Kijinan. Aunque ella y Mia son buenas amigas, también tiene un lado maternal cuando cuida a su infantil amiga.
Shuna Sorimachi (反町 朱奈 Sorimachi Shuna?)
Posición: MCO (mediocampista ofensivo). Número de uniforme: 10. Altura: 163 cm. Tres medidas: B81/W57/H80. Colores: Boca Juniors (azul oscuro y amarillo).
Una jugadora de segundo año muy completa considerada por Kunimitsu como mejor jugadora que Reika. Aunque inicialmente era delantera, cambió su posición y número al 10 en admiración a Riria.
Chizuru Asakuji (朝九路 ちづる Asakuji Chizuru?)
Posición:  DC (delantero centro). Número de uniforme: 9. Colores: Werder Bremen (verde y naranja).
Una jugadora de segundo año con un increíble sentido goleador, aunque es muy reservada y rara evz habla. Es muy buena amiga de Shuna, con quien siempre se le ve comiendo.
Riria Konbaru (金春 りりあ Konbaru Riria?)
Posición: PT (portero). Número de uniforme: 1.
Es la mejor jugadora y capitana de Kijinan, y debido a su personalidad amable y su liderazgo, sus compañeras la quieren mucho. Originalmente era portera, pero se convirtió a mediocampista por instrucción del entrenador. Cuando Shuna creció como mediocampista, renunció a su puesto y al número 10 y regresó a su posición original en la portería.

### Franklin
Tsubame Makishi (巻紫 つばめ Makishi Tsubame?)
Posición: LB (líbero). Número de uniforme: 6. Altura: 141 cm. Tres medidas: B71/W54/H70. Colores: Kashima Antlers (rojo oscuro).
Tsubame nació en Gunma. Se inspiró para jugar al fútbol después de ver a Japón ganar la Copa Mundial Femenina y comienza a jugar al ingresar a la Escuela Franklin. Después de que Dute Serbanov se traslada a Franklin, se convierten en mejores amigas y compañeras de cuarto. Su capacidad de defensa se convierte más tarde en el arma secreta de Franklin. Incluso sus compañeras de equipo tienen miedo de que las taclee y marque.
Dute Serbanov (デュート・セルバノフ?)
Posición: DC (delantero centro). Número de uniforme: 9. Nacionalidad: Rusa. Altura: 175 cm. Tres medidas: B78/W64/H83. Colores: Olympique de Marsella (celeste).
Una estudiante internacional rusa que idolatra a su entrenadora. Dute conoció a su entrenadora como jugadora activa, y decidió seguirla de regreso a Japón para mejorar sus habilidades. Es muy buena amiga de Tsubame, hasta el punto de casi ser familia. También tiene una presión arterial terriblemente baja, lo que la convierte en una persona poco mañanera.
Anya Nibenvic (アニャ・ニーベンビッチ?)
Posición: MCO (mediocampista ofensivo). Número de uniforme: 10. Nacionalidad: Serbia. Colores: Estrella Roja de Belgrado (rojo y blanco).
Anya nació en Serbia, pero desde entonces se mudó a Japón y se inscribió en la Escuela Franklin. Ella y Dute Serbanov son las dos jugadoras extranjeras del equipo de Franklin, y son las principales amenazas de ataque. Ambas inicialmente lucharon por adaptarse a la cultura japonesa. Es conocida por su increíble habilidad para regatear.

### Kuryuin
Amane Tatamaru (蛇々丸 雨祢 Tatamaru Amane?)
Posición: EI (extremo izquierdo). Número de uniforme: 11. Altura: 165 cm. Tres medidas: B84/W59/H82.
Es una ídolo clandestina con el nombre artístico de AME. Además, ha formado un equipo de fútbol sala llamado "Wild Cats" junto a Mirai. Tiene un alto nivel de habilidad técnica y un estilo de juego que parece rudo a primera vista, por lo que rara vez se entiende. Admira mucho a Reika quien reconoce su estilo de juego.
Mirai Takenou (武王 深雷 Takenou Mirai?)
Posición: MCD (mediocampista defensivo). Número de uniforme: 6. Altura: 190 cm. Tres medidas: B90/W73/H97.
Mirai es una tacleadora agresiva de la escuela preparatoria Kuryuin. También usa su gran cuerpo para lanzar ataques abriéndose paso a través de las defensas contrarias. Mirai juega fútbol sala en un equipo llamado "Wild Cats" junto a Amane.

## Media

### Manga
Mai Ball! está escrito e ilustrado por Sora Inoue, y fue serializada inicialmente en la revista Young Animal de Hakusensha en julio de 2012, aunque se trasladó su publicación a la revista Young Animal Arashi en octubre de 2017. Sin embargo, a partir de mayo de 2018 se mudó la publicación al sitio web Manga Park y a Young Animal hasta el final de la serie en marzo de 2019. El manga cuenta con 16 volúmenes tankōbon en Japón, los primeros nueve publicados bajo la etiqueta de Jets Comics, y a partir del volumen 10 bajo la etiqueta de Young Animal Comics.
En Alemania, el trabajo obtuvo la licencia de Panini Comics, que lo lanzó bajo el título de Mai Ball – Fussball ist sexy! el 18 de agosto de 2015. El último volumen se publicó en junio de 2020 (volumen 13.º, combinando los originales 14, 15 y 16).

#### Lista de volúmenes
| Núm. | Fecha de publicación     | ISBN               |
| ---- | ------------------------ | ------------------ |
| 1    | 29 de enero de 2013      | ISBN 9784592141112 |
| 2    | 28 de junio de 2013      | ISBN 9784592141129 |
| 3    | 29 de octubre de 2013    | ISBN 9784592141136 |
| 4    | 28 de marzo de 2014      | ISBN 9784592141143 |
| 5    | 29 de agosto de 2014     | ISBN 9784592141150 |
| 6    | 29 de enero de 2015      | ISBN 9784592141167 |
| 7    | 29 de mayo de 2015       | ISBN 9784592141174 |
| 8    | 29 de octubre de 2015    | ISBN 9784592141181 |
| 9    | 28 de marzo de 2016      | ISBN 9784592141198 |
| 10   | 29 de septiembre de 2016 | ISBN 9784592141204 |
| 11   | 29 de marzo de 2017      | ISBN 9784592141211 |
| 12   | 29 de septiembre de 2017 | ISBN 9784592141228 |
| 13   | 29 de marzo de 2018      | ISBN 9784592141235 |
| 14   | 28 de septiembre de 2018 | ISBN 9784592162643 |
| 15   | 29 de marzo de 2019      | ISBN 9784592162650 |
| 16   | 29 de julio de 2019      | ISBN 9784592162667 |